# Orde van Culturele Verdienste (Roemenië)
De Orde van Culturele Verdienste (Roemeens "Ordinul "Meritul Cultural") was een van de orden van verdienste van het vooroorlogse Koninkrijk Roemenië. De orde was op 19 juli 1931 ingesteld door Koning Carol II en werd onder andere voor verdiensten op het toneel, in de kunst en de muziek toegekend.
Het door zijn taal Latijnse Roemenië was in het interbellum een natie die op het gebied van kunst, muziek en literatuur een opvallende plek in Europa wist in te nemen. Boekarest was een elegante stad en werd het "Parijs van de Balkan" genoemd. Het land was politiek en cultureel sterk op Frankrijk georiënteerd en had tijdens de Eerste Wereldoorlog aan geallieerde zijde gevochten.
De Roemeense Orde van Culturele Verdienste had vier graden; Commandeur, Officier, Ridder der Ie Klasse en Ridder der IIe Klasse. Een Grootkruis of Grootofficier ontbrak, zoals dat ook bij de Franse Ministeriële Orden, bijvoorbeeld de Orde van Kunst en Letteren het geval was en is.

## De negen klassen van vóór 1948
Men onderscheidde negen verschillende werkgebieden waarvoor men met de Orde van Culturele Verdienste kon worden onderscheiden:
- Categorie A: voor academische prestaties, een kruis aan een wit lint met groene bies
- Categorie B: Voor algemene culturele verdiensten, een kruis aan een wit lint met een groene middenstreep en een blauwe bies
- Categorie C: Voor bijdragen aan het onderwijs, een kruis aan een wit lint met een rode middenstreep en rode strepen langs de zoom
- Categorie D: Voor verdiensten in de Landwacht, een kruis aan een wit lint met blauwe bies
- Categorie E: Voor verdiensten voor sport en padvinderij, een kruis aan een blauw lint met zwarte bies
- Categorie F: Voor verdiensten op sociaal gebied, een kruis aan een paars riem met groene bies
- Categorie G: Voor verdiensten voor de literatuur, een kruis aan een wit met paarse bies
- Categorie H: Voor verdiensten in de kunst, de muziek en het theater, een kruis aan een wit lint met oranje bies
- Categorie I: Voor verdiensten aan de kerk, een kruis aan een rood lint met een groene middenstreep

## De Medailles voor Culturele Verdienste van vóór 1948
De aan de Orde van Culturele Verdienste verbonden medailles werd alleen voor "algemene culturele verdiensten" aan het witte lint met een groene middenstreep en een blauwe bies uitgereikt.

## Het aantal onderscheidingen vóór 1948
Om de orde exclusief te houden was vastgelegd hoeveel dragers er van de drie hogere graden van de Orde van Culturele Verdienste mochten zijn. Daarbij werd geen eenduidige systematiek gevolgd. Voor verdienste voor de kunst, de muziek en het theater mochten er zeer veel meer buitenlanders dan Roemenen in de commandeursgraad van een categorie worden benoemd, bij verdienste voor sport en padvinderij was dat juist niet het geval.
|             | Commandeur | Commandeur    | Officier | Officier      | Ridder I. Klasse | Ridder I. Klasse |
|             | Roemenen   | Vreemdelingen | Roemenen | Vreemdelingen | Roemenen         | Vreemdelingen    |
| Categorie A | geen       | geen          | 60       | 150           | 200              | 250              |
| Categorie B | 20         | 50            | 50       | 50            | 150              | 150              |
| Categorie C | 15         | 15            | 100      | 150           | 300              | 400              |
| Categorie D | 30         | 50            | geen     | geen          | geen             | geen             |
| Categorie E | 20         | 20            | 60       | 60            | 200              | 200              |
| Categorie F | 20         | 20            | 60       | 60            | 200              | 200              |
| Categorie G | 20         | 50            | 60       | 150           | 200              | 250              |
| Categorie H | 10         | 30            | 30       | 100           | 120              | 150              |
| Categorie I | 30         | 50            | 100      | 150           | 300              | 400              |

## Het versiersel van vóór 1948
Het versiersel van de ridders der IIe Klasse was een donkerblauw, zwemend naar violet, geëmailleerd latijns kruis van brons met in het centrum een met zilveren lauwertakken omkranst zilveren medaillon met het portret van de stichter. Op het portret is de vorst geüniformeerd. De keerzijde draagt het zilveren medaillon de tekst "PRIN CULTURA LA LIBERTATE" binnen een lauwerkrans. Het witte zijden lint was moiré geweven met een bies die overeenkwam met een van de negen klassen waarin de orde werd toegekend.
Het verzilverde bronzen kruis van de Ridders der IIe Klase werd met een ring en een balverbinding aan het lint bevestigd. De hogere graden droegen een vergulde bronzen beugelkroon als verhoging boven het kruis. Het kruis der Ie Klasse was van verguld brons met een vergulde kroon als verhoging. Men droeg het ridderkruis op de linkerborst. Het vergulde commandeurskruis had een kroon als verhoging en werd aan een breder lint om de hals gedragen. Dames lieten hun versierselen opmaken tot een strik en droegen de onderscheiding op de linkerschouder.
De orde werd na de val van de Roemeense monarchie in 1947 afgeschaft.

## De Orde van het Socialistische Roemenië
In 1966 werd door de Socialistische Republiek Roemenië een nieuwe Orde van Culturele Verdienste in drie graden ingesteld. Zoals onder Ceaușescu gebruikelijk, werden de sterren van de hoogste graad soms met briljanten maar ook wel met imitatiestenen zoals zirkonen versierd.
Het versiersel was een op de borst gedragen ster van goud, zilver of brons met acht wit geëmailleerde punten, gouden, zilveren of bonzen bloemen tussen de acht punten en een vlam op een zuil in het centrale medaillon. Op de blauwe ring zijn kleine lauwerbladen geschilderd en onder het medaillon is de Roemeense vlag in helle kleuren emaille aangebracht.
Er zijn gouden of verguld bronzen sterren der Ie Klasse met edelstenen op de acht bloemen bekend. Een dergelijke ster was een bijzonder blijk van waardering van de zijde van de Roemeense regering en ze werd zelden uitgereikt.
De versierselen waren vaak van goedkoop materiaal zoals tombak, soms werden voor sterren van hoge ambtenaren kostbare edelmetalen gebruikt. De orde was bedoeld als een exclusief eerbetoon aan kunstenaars. De sterren zijn dan ook vrij zeldzaam.
Orde van Michaël de Dappere ·
Orde van Carol I ·
Koninklijke Bene Merenti Orde ·
Orde van de Ster van Roemenië ·
Herinneringskruis voor Dames ·
Orde van het Kruis van Koningin Maria ·
Orde van Verdienste ·
Orde voor Trouwe Dienst ·
Orde van Verdienste voor de Landbouw ·
Orde van de Kroon van Roemenië ·
Orde van Ferdinand I ·
Orde voor Culturele Verdienste ·
Ereteken van de Roemeense Adelaar ·
Orde voor Dappere Vliegeniers ·
Orde van de Ster van de Volksrepubliek Roemenië ·
Held van de Socialistische Republiek Roemenië ·
Heldenmoeder van de Socialistische Republiek Roemenië ·
Held van de Socialistische Arbeid ·
Orde van de Overwinning van het Socialisme ·
Orde van Wetenschappelijke Verdienste ·
Orde van Medische Verdienste ·
Orde van Tudor Vladimirescu ·
Orde van de Ster van de Socialistische Republiek Roemenië ·
Orde van de Arbeid ·
Held van de Nieuwe Agrarische Revolutie

Zie ook: Ridderorden in Roemenië